# Rosetta@home
Rosetta@home là một dự án điện toán phân tán để dự đoán cấu trúc protein trên nền tảng Cơ sở hạ tầng mở cho máy tính mạng (BOINC) của Berkeley, được điều hành bởi phòng thí nghiệm Baker tại Đại học Washington. Rosetta@home nhằm mục đích dự đoán việc ghép protein-protein và thiết kế các protein mới với sự trợ giúp của khoảng sáu mươi nghìn máy tính tình nguyện tích cực xử lý với tốc độ hơn 210 tera FLOPS tính đến ngày 29 tháng 7 năm 2016. Foldit, một videogame của Rosetta@home, nhằm mục đích để đạt được những mục tiêu này với một cách tiếp cận crowdsourcing. Mặc dù phần lớn dự án được hướng tới nghiên cứu cơ bản để cải thiện tính chính xác và mạnh mẽ của các phương pháp proteomics, Rosetta@home cũng thực hiện nghiên cứu ứng dụng về bệnh sốt rét, bệnh Alzheimer và các bệnh lý khác.
Giống như tất cả các dự án của BOINC, Rosetta@home sử dụng tài nguyên xử lý máy tính nhàn rỗi từ máy tính của tình nguyện viên để thực hiện các tính toán trên từng máy trạm. Kết quả hoàn thành được gửi đến một máy chủ dự án trung tâm nơi chúng được xác nhận và đồng hóa vào cơ sở dữ liệu dự án. Dự án là đa nền tảng và chạy trên nhiều cấu hình phần cứng. Người dùng có thể xem tiến trình dự đoán cấu trúc protein riêng lẻ của họ trên trình bảo vệ màn hình Rosetta@home.
Ngoài các nghiên cứu liên quan đến bệnh tật, mạng Rosetta@home đóng vai trò là khung thử nghiệm cho các phương pháp mới trong tin sinh học cấu trúc. Các phương pháp này sau đó được sử dụng trong các ứng dụng dựa trên Rosetta khác, như RosettaDock và Human Proteome Folding Project, sau khi được phát triển đầy đủ và được chứng minh ổn định trên bộ máy tính tình nguyện lớn và đa dạng của Rosetta@home. Hai thử nghiệm đặc biệt quan trọng đối với các phương pháp mới được phát triển trong Rosetta@home là Đánh giá quan trọng về kỹ thuật dự đoán cấu trúc protein (CASP) và đánh giá quan trọng về dự đoán tương tác (CAPRI), thử nghiệm hai năm một lần để đánh giá tình trạng của nghệ thuật trong cấu trúc protein dự đoán và dự đoán protein protein docking tương ứng. Rosetta @ home luôn được xếp hạng trong số các dự đoán lắp ghép quan trọng nhất, và là một trong những dự đoán cấu trúc cấp ba tốt nhất hiện có.